# エア・マネジメント・グループ
エア・マネジメント・グループ（英語: Air Management Group、AMG）はロシアのビジネスジェット運航会社。かつてはデクスター・エアタクシー（英語: Dextar Air Taxi）として、エアタクシー事業を手掛けていた。

## 概要
2004年に創業し、ピラタス PC-12を用いて「デクスター・エアタクシー」のブランドでロシア国内におけるエアタクシー事業を開始した。2006年ごろには運航支援システムに関してSabre Airline Solutionsと契約を結んでおり、当時のプレスリリースには保有機材250機・1日1500便以上の運航規模を目標としていたことが記述される。
一時は定期便の運航も手掛けており、2017年9月25日に定期便が廃止される直前の時刻表によれば、キーロフ、ウファ、ニジニ・ノヴゴロド、ウリヤノフスク、ニジネカムスク、チェボクサリに就航していた。
2019年には事業内容を変更し、ビジネスジェットの運航を行うようになった。

## 保有機材

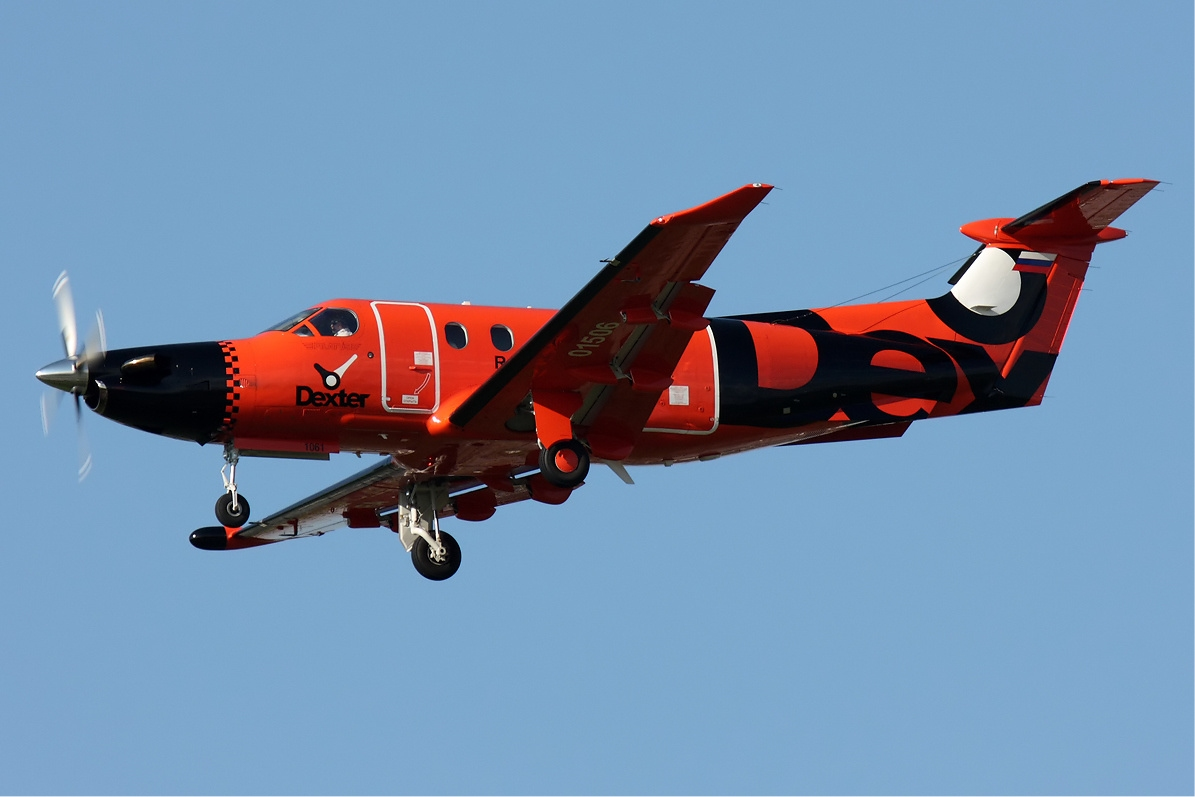
Dextar Air Taxi塗装のピラタスPC-12

2023年5月現在、同社の保有機材は資料によって情報が混在している。
公式サイトによれば、以下の4機を保有しているとされている。
- エンブラエル・レガシー600 - 2機
  - 機体記号 : RA-02757、RA-02786
- ボンバルディア チャレンジャー 850（英語版） - 2機
  - 機体記号 : RA-67220、RA-67218

一方、航空機情報サイトのPlanespottersには以下の様に記載されている。
- エンブラエル・レガシー600 - 4機
  - 公式サイトの2機（RA-02757、RA-02786）に加え、RA-02763、RA-02880
- ボンバルディア チャレンジャー 850 - 0機
  - すべて退役し、ロシア国内の他社（ジェット・エクスプレス・エアラインズ（英語版））に移籍

また、航空機追跡サイトのFlightradar24によれば、以下の通りとなっている。
- エンブラエル・レガシー600 - 4機
  - RA-02757、RA-02786、RA-02763、RA-02880（Planespottersと同様）
- ボンバルディア チャレンジャー 850 - 2機
  - 機体記号:RA-67218、RA-73583
  - ただし、RA-67218は2023年4月以降はジェット・エクスプレス・エアラインズの便名（RFE）が記録されている。